# Emil Sembach
Emil Sembach, född 2 mars 1891 i Greinburg, död 1 juli 1934 i Oels, var en tysk nazistisk politiker och SS-Oberführer. Han var ledamot av tyska riksdagen från november 1933 till sin död. Sembach mördades under de långa knivarnas natt 1934.

## Biografi
Efter att ha avlagt abitur vid Coburgs humanistiska gymnasium tog Sembach värvning som fanjunkare i ett artilleriregemente i Magdeburg. Under första världskriget var han chef för ett artilleribatteri och uppnådde graden kapten. Efter kriget gick han med i en frikår och deltog i strider i Baltikum. Under 1920-talet försörjde sig Sembach som köpman och blev direktionsassistent i Berlin.
Sembach var politiskt aktiv inom völkisch-rörelsen och tillhörde först Bund Wiking och från 1925 Nationalsocialistiska tyska arbetarepartiet (NSDAP). År 1931 blev han medlem i Schutzstaffel (SS). Mellan februari och juni 1932 ledde Sembach 15. SS-Standarte Brandenburg, som var ett SS-regemente förlagt i Berlin. I augusti samma år utnämndes han till chef för SS-Abschnitt VI, en SS-brigad med säte i Brieg, cirka 50 kilometer sydöst om Breslau, och två månader senare befordrades han till Oberführer. 

### Död
I februari 1934 uteslöts Sembach ur NSDAP och SS efter att ha gripits av Sicherheitsdienst, SS:s säkerhetstjänst, för förskingring. Under de påföljande månaderna försökte Sembach vinna inträde i Sturmabteilung (SA).
I samband med de långa knivarnas natt, Adolf Hitlers utrensning inom SA, den 30 juni 1934 greps Sembach i Brieg och internerades i Oels, där han mördades. Andra uppgifter gör gällande att Sembach på order av Udo von Woyrsch fördes av ett SS-kommando till Riesengebirge[källa behövs] och sköts. Hans kropp sänktes i en dammbyggnad i Boberröhrsdorf, men togs upp dagen därpå och kremerades i Hirschberg. En mordundersökning inleddes av statsåklagaren i Oels, men förfarandet avstyrdes av SS. Medan omkring 45 SA-officerare mördades under de långa knivarnas natt, var Sembach en av fem SS-officerare som föll offer.